# Centre chorégraphique national de Rennes et de Bretagne
Centre chorégraphique national de Rennes et de Bretagne (ou CCNRB) est une institution culturelle française consacrée à la danse et basée à Rennes dans le département d'Ille-et-Vilaine en région Bretagne. Fondée en 1978 et labellisée Centre chorégraphique national en 1984,, elle est dirigée par le collectif FAIR-E depuis janvier 2019.

## Historique

### Création
Avant d'être labellisée Centre chorégraphique national en 1984,, cette institution a existé sous le nom de TCRB (Théâtre chorégraphique de Rennes et de Bretagne), dirigé par Gigi Caciuleanu jusqu'en 1993, ensuite par Catherine Diverrès et Bernardo Montet jusqu'en 1996. Catherine Diverrès a continué à le diriger seule jusqu'en 2008. 

### 2009- 2018: le Musée de la danse
Boris Charmatz a assuré sa direction de janvier 2009 à décembre 2018, en renommant le lieu Musée de la danse. Selon Boris Charmatz, le Musée de la danse « même s’il fonctionne comme un vrai musée, avec ses fonds, ses collections, [il] est aussi une école, un lieu de transmission. Il a été créé sur le principe du nomadisme ». C'est un espace public, ouvert et expérimental, toujours en mouvement. Son nom paradoxal s'explique par ce lieu multiple dont la nature est entre musée, lieu de conservation, de production, de résidence et centre chorégraphique[source insuffisante].  Ainsi, « le musée de la Danse est un musée impossible : comment faire tenir des œuvres éphémères dans un espace qui cherche son salut dans la conservation ? ». 
En 2015, le budget du musée de la danse est de 2 172 360 euros, dont 64 % de subventions. 

### Depuis 2019: le Centre chorégraphique national de Rennes et de Bretagne
En janvier 2019, le collectif hip-hop FAIR-E prend la direction de ce qui devient le Centre chorégraphique national de Rennes et de Bretagne. FAIR-E devient le premier collectif à diriger une structure labellisée Centre chorégraphique national. 
L'équipe est composée de Bouside Ait Atmane, Iffra Dia, Johanna Faye, Linda Hayford, Saïdo Lehlouh et Ousmane Sy et des directrices de production Céline Gallet et Marion Poupinet. Les six chorégraphes sont issus du hip-hop. Ils ont pour ligne directrice de développer et partager « une danse d’auteur qui s’inscrit pleinement dans le panorama de la danse contemporaine »[source insuffisante]. 

## Locaux
Le CCN de Rennes et de Bretagne se situe au 38, rue Saint-Melaine à Rennes.
Le Garage, qui se situe rue André et Yvonne Meynier, est un lieu d’entraînement, d'atelier et de spectacle qui fait partie du CCNRB. Ce lieu est un ancien hangar, désormais réaménagé, il contient cinq salles et studios d’entraînement.

## Activités
Ce centre accueille les arts vivants, les mémoires et les créations. Il organise des activités hebdomadaires accessibles à un maximum de gens, ainsi que des ateliers dirigées par des personnalités liées au milieu, français ou étrangers. Le Ccnrb reçoit et accompagne aussi des chorégraphes et danseurs dans leurs projets en mettant à leur disposition un espace de travail. Principalement centré sur la danse contemporaine, le centre chorégraphique organise des activités pour les enfants, les initiant à cette danse par l'apprentissage technique et l'improvisation. Des activités de danse publique sont également régulièrement organisées.